# Corral de Comedias de Alcalá
El Corral de Comedias de Alcalá es uno de los corrales de comedias más antiguos que se conservan en Europa. Se encuentra en la localidad de Alcalá de Henares (España). Está ubicado en la plaza de Cervantes. Actualmente ha recuperado su programación teatral, y existe la posibilidad de visitas guiadas. El edificio ha tenido diversos usos a lo largo del tiempo, siendo corral de comedias en el siglo XVII, coliseo a partir de 1769, teatro romántico en el siglo XIX y sala de cine en el primer cuarto del siglo XX. Este cambio continuo de usos ha conllevado asimismo importantes transformaciones en su estructura arquitectónica. Actualmente es uno de los escenarios de teatro clásico más importantes y atractivos además de una joya de la arquitectura.
También se le ha denominado Corral de Zapateros y Teatro Cervantes.

## Historia

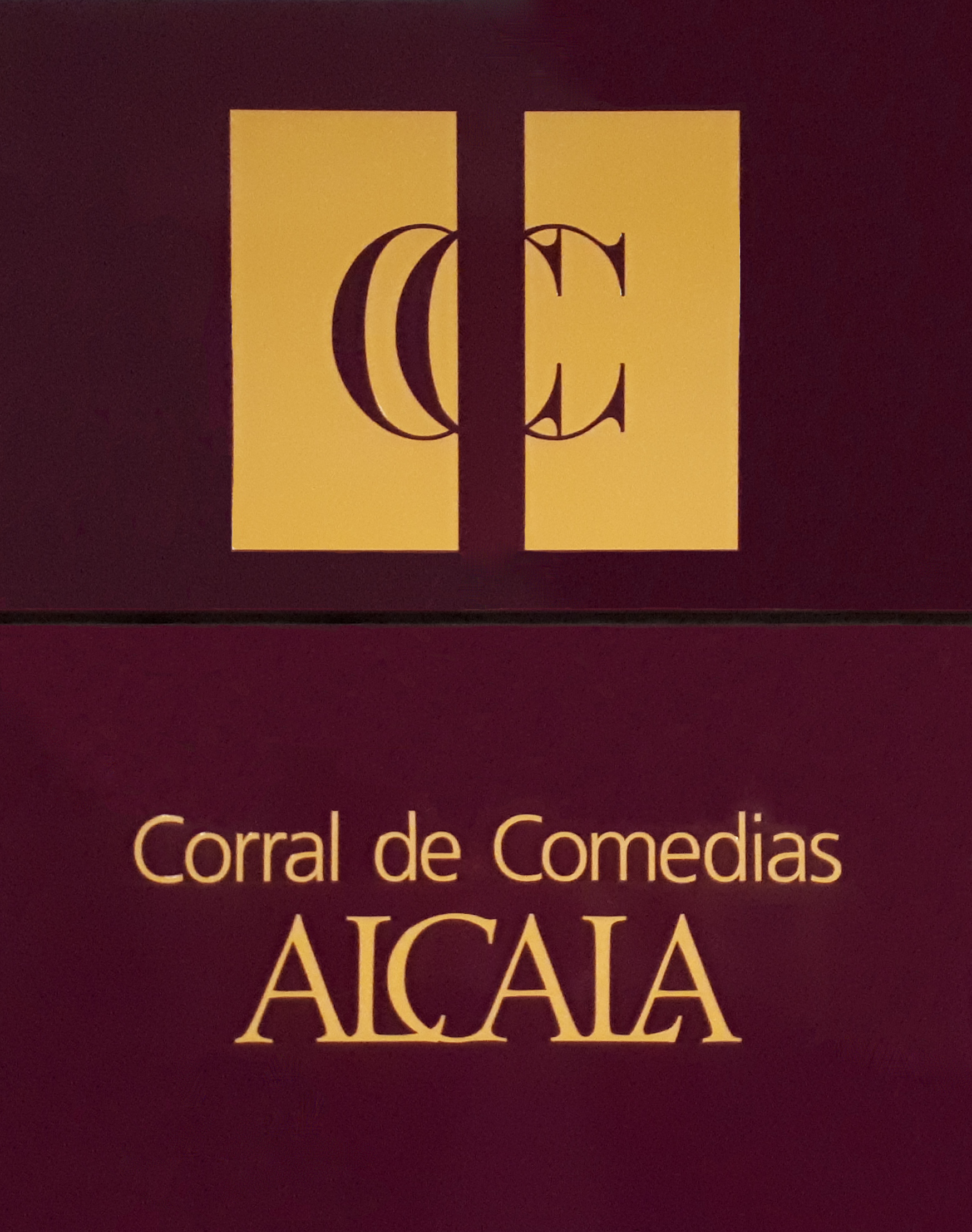
Logotipo.

En 1601, el ayuntamiento de Alcalá de Henares decidió encargarle al carpintero Francisco Sánchez la construcción del corral, en la antigua plaza del mercado (hoy en día plaza de Cervantes). El Corral se inauguró en 1602 en el mismo periodo que los corrales de comedias de Madrid (a cielo descubierto, con su empedrado, pozo y desván de tramoyas).  
En 1670 se representaron 15 comedias. Más tarde, en 1704 la cofradía del Santísimo Sacramento reformó el Corral en varias ocasiones ya que el Ayuntamiento alojó en él a tropas de soldados.
En 1769 se convirtió en un coliseo neoclásico, fue techado mediante un entramado de vigas que mejoró su acústica, sobre todo para espectáculos musicales. 
Durante el Siglo de Oro español acogió a grandes literatos que en aquel momento eran estudiantes de la Universidad como Lope de Vega, Quevedo o Tirso De Molina. Luego en 1831, en la época romántica, se convierte el antiguo patio empedrado en platea dando al patio de butacas la típica forma de herradura, cubierta por un falso techo con frescos; a partir de entonces se le denomina "Teatro Cervantes".
En el siglo XIX cambió su etapa romántica por una pintura sobre yeso y con la construcción de palcos. Los palcos se distribuyeron en dos plantas que están situadas en eclipse alrededor del antiguo patio empedrado. A este patio se le comenzó a denominar platea.
En 1927 el viejo teatro se convirtió en un cine ("Cine Cervantes" o popularmente "cine pequeño"), y funcionó como tal hasta 1971. A raíz de su deterioro, cayó en el olvido y fue utilizado como almacén por sus propietarios. Estuvo a punto de ser derribado, hasta que en 1981 Miguel Ángel Coso Marín, Mercedes Higuera Sánchez Pardo y Juan Sanz Ballesteros comenzaron una prolongada investigación "in situ" y archivística. Al mismo tiempo lucharon para que este edificio fuera recuperado con la dignidad y profundidad que se merecía. 
El Ayuntamiento de Alcalá y la Comunidad de Madrid convocaron un concurso internacional, en 1989, para rehabilitar el edificio respetando su contenido y evolución histórica. José María Pérez González ("Peridis") fue el arquitecto responsable del proyecto de restauración, y el Grupo ACS la empresa que ejecutó las obras. Tras 20 años de intenso trabajo, y gracias a una cuidada restauración, desde su reinauguración el 3 de junio de 2003 se traslucen vestigios de todos estos tiempos, haciendo que en este lugar, de enorme encanto, se respire la memoria de nuestras artes escénicas.
En 2005 y a petición de la Consejería de Cultura, el cargo de la gestión y programación del Corral ha recaído sobre la Fundación Teatro de la Abadía. En 2005 el corral de Comedias abrió sus puertas a esta nueva etapa como espacio teatral de programación permanente. El 2 de abril de 2005 inauguró este nuevo camino con el concierto “Músicas del Quijote” dirigido por Jordi Savall e interpretado por la Capella Reial de Catalunya y al que acudieron personalidades como Esperanza Aguirre o Santiago Fisas.

## Actividades

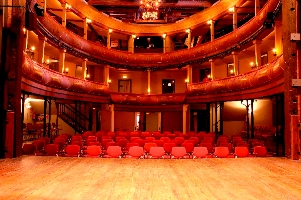
Interior del Corral, desde el escenario hacia el patio de butacas.

A partir de 2005 el Corral establece una programación multidisciplinar que aúna tradición y modernidad. Con la misma exigencia de calidad y desde el mismo gusto por el teatro lúdico que caracteriza al consolidado teatro madrileño, aunque teniendo en cuenta las especiales características de este insólito espacio histórico.
La coordinación artística se encuentra en manos de Carlos Aladro, y la dirección técnica la lleva Manuel Fuster. Resulta posible realizar visitas guiadas a diario, pudiendo ver cosas de gran interés como el foso, la máquina de viento, o la máquina de truenos. Gracias a la labor de José María Pérez González se pueden conocer secretos del teatro, observando los diferentes cambios y restauraciones que el corral ha vivido a través de las diferentes épocas históricas por las que ha transcurrido.
Desde el 1 de enero el Teatro de La Abadía y el Corral de Comedias gestionan la venta de entradas mediante su propio sistema online que está coordinado por PatronBase, una empresa de marketing y ticketing que se ha implantado en muchos otros teatros e instituciones culturales de manera internacional.
Se puede acceder al Corral de Comedias a través de los servicios de Renfe con las líneas C-1, C-2 y C7a o con las líneas de autobús 223 y N22 desde el intercambiadle de Avenida de América.

## Obras estrenadas
- 1994: La sombra del Tenorio de José Luis Alonso de Santos

## Reconocimiento
La Asociación Nacional de Amigos de los Teatros de España otorgó en 2013 su X premio nacional a la recuperación del patrimonio teatral "Gregorio Arcos" al Corral de Alcalá.

## Véase también

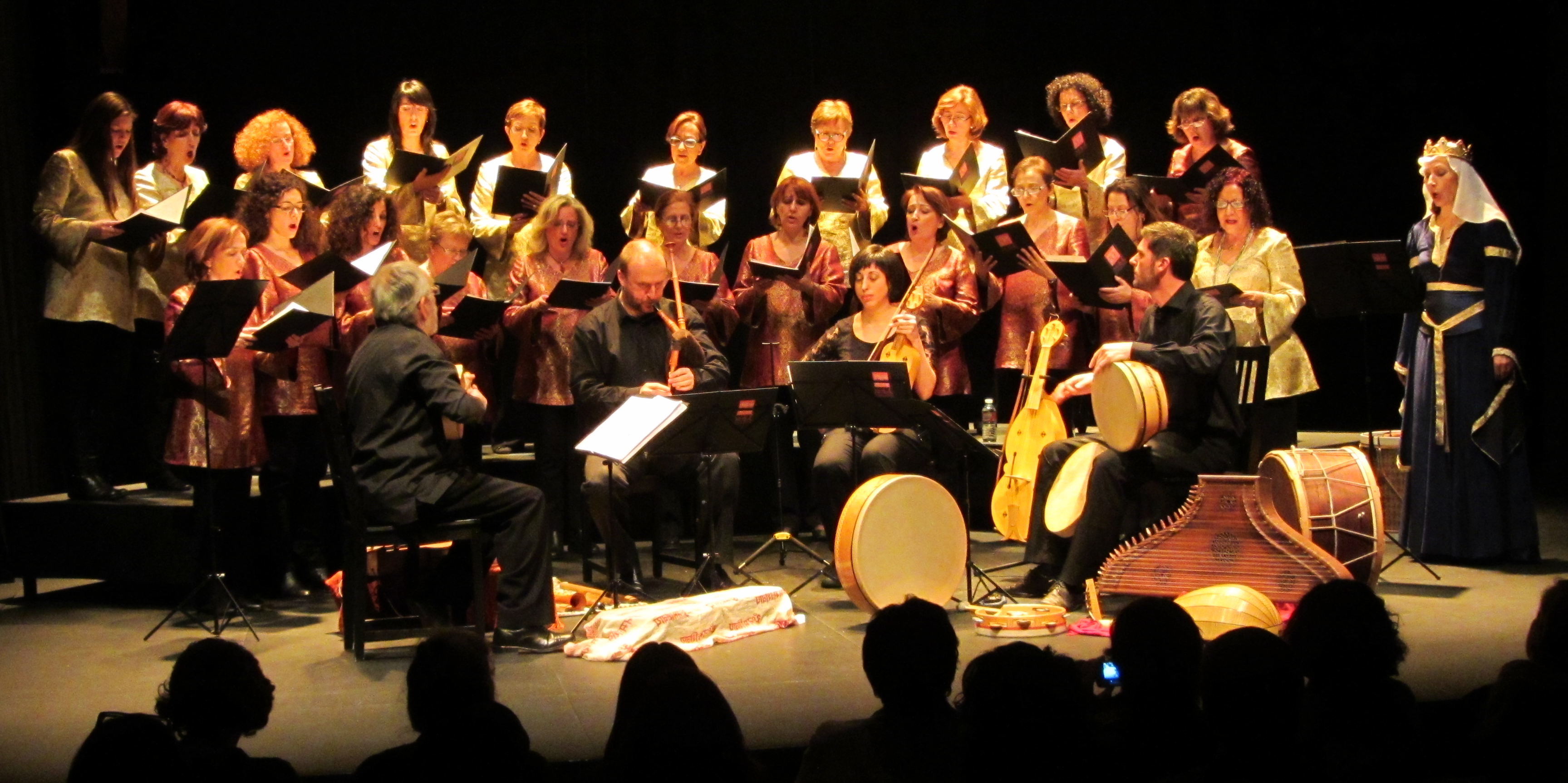
Grupo Vocal Nuba actuando en el Corral de Comedias de Alcalá.